# Chippin' away (Graham Nash)
Chippin' away is een lied van Graham Nash dat werd geschreven door Tom Fedora. Nash plaatste het nummer in 1986 op zijn album Innocent eyes
Chippin' away betekent het afbikken van een muur. In het lied zingt hij een vrouw toe die een muur om haar hart heeft gebouwd. Hij vraagt haar deze af te bikken omdat hij en zij al te lang op elkaars liefde hebben gewacht.

## Crosby, Stills & Nash en de val van de Berlijnse Muur
Eind 1989 bracht Nash het nummer nogmaals uit op een single, maar dit maal in het muzikale trio Crosby, Stills & Nash. De single bereikte nummer 45 van de hitlijst adult contemporary van Billboard.
Tegen de achtergrond, ontmoette het trio elkaar op 18 november 1989 bij de Verenigde Naties in New York, waar ze een benefiet voorbereiden voor UNICEF. Ze spraken daar over de val van de Berlijnse Muur die op 9 november 1989 was begonnen. Ze besloten ter plekke om een vliegticket naar Berlijn te boeken. In Berlijn waren ze getuige van de gebeurtenissen en werden ze door verschillende radiostations geïnterviewd.
De keuze voor dit lied komt vanwege de overeenkomsten die het heeft met de gebeurtenissen die daar toen plaatsvonden. Een passage luidt bijvoorbeeld: the walls will come tumbling down; oh what a wonderful sound. Een optreden van het drietal bij de Berlijnse Muur werd op camera vastgelegd en gebruikt in de videoclip.
Er verschenen enkele versies van de single waarbij James Taylor in het achtergrondkoor meezingt. Op de B-kant staat in de meeste gevallen een live-versie van For what it's worth (Stop, hey what's that sound), een voormalige hit van Buffalo Springfield die voortkomt uit de pen van Stephen Stills.
David Crosby · Stephen Stills · Graham Nash · Neil Young